# Église Notre-Dame de New York
L'église Notre-Dame (Church of Notre Dame) est une église paroissiale catholique de New York qui se trouve au 40 Morningside Drive et son presbytère au 405 West 114th Street à Manhattan. Elle dépend de l'archidiocèse de New York.

## Histoire
Mrs Geraldyn Redmond donne des fonds à la congrégation française des Pères de la Miséricorde pour faire construire une chapelle, afin de propager la dévotion envers Notre-Dame de Lourdes. Ils établissent leur église en 1910 comme mission affiliée à l'église Saint-Vincent-de-Paul de New York sur la West 23rd Street qui regroupe les catholiques francophones. Le premier administrateur de la chapelle est le R.P. Maurice Reynauld S.P.M., qui meurt en France pendant la Première Guerre mondiale. Alors qu'il est en France en 1913, il fait un jumelage avec le Sanctuaire de Lourdes, afin de permettre aux fidèles de Notre-Dame de New York d'obtenir les bénéfices spirituels de Lourdes. Par exemple, les fidèles de New York ont la possibilité d'avoir de l'eau de Lourdes expédiée directement du sanctuaire. Depuis, l'église n'a cessé d'être pourvue en eau de Lourdes.
L'église est terminée en 1910 selon les plans de Daus & Otto. Le bureau Cross & Cross dessine la nef, la façade et le presbytère terminé en 1914. Le dôme qui était prévu n'a jamais été mis en place. D'autres travaux ont lieu dans les cinquante années suivantes.
L'église reçoit sa dédicace le 2 octobre 1910 par le cardinal Farley, puis il bénit l'église agrandie le 11 février 1915, fête de Notre Dame de Lourdes.
Notre-Dame devient une paroisse indépendante en 1919, prenant de l'ampleur dans les années 1920 et 1930. C'est toujours un foyer important de la culture française lorsque le cardinal Charost de Rennes visite l'église en juin 1926 et quand Mgr Baudrillart de l'Institut catholique de Paris célèbre une cérémonie en avril 1927.
En 1936, une association de paroissiens, le Notre Dame Study Club, est le premier groupe de ce genre à appeler à plus de justice sociale envers les Noirs et à appeler à soutenir l'Église catholique  dans ce domaine.
En 1960, les Pères de la Miséricorde, trop peu nombreux, quittent la paroisse et elle est placée directement sous l'administration de l'archidiocèse de New York.
En janvier 1967, la New York City Landmarks Commission inscrit l'église à sa liste, ainsi que le presbytère, puis le complexe architectural est inscrit au registre national des lieux historiques, le 6 mai 1980.
En 1988, un groupe de paroissiens intente un procès canonique afin d'empêcher le remodelage de l'intérieur de l'église de manière dépouillée, en particulier de supprimer le maître-autel dans une interprétation radicale de la réforme post-conciliaire.

## Notre-Dame aujourd'hui
Au fil du temps, la communauté francophone s'assimile et aujourd'hui l'église est plutôt fréquentée par des descendants d'Irlandais, d'Allemands, d'Italiens et par des Noirs et des Philippins. La communauté paroissiale est ethniquement mélangée comme le quartier désormais.
L'archidiocèse confie la paroisse aux Dominicains de la Province de Pologne entre 2003 et 2011. Le ministère du campus de l'université Columbia est aussi une partie importante de la mission de la paroisse depuis 1988. Elle s'occupe aussi de l'aumônerie du St. Luke's-Roosevelt Hospital Center et de l'Amsterdam Nursing Home.